# 김포군 (1948년 선거구)
김포군은 대한민국의 옛 국회의원 선거구이다. 당시 경기도 김포군 지역을 관할했다.

## 역사
제헌 국회의원 선거를 앞두고 김포시 전 지역을 관할하는 선거구로 신설되었다.
1963년 1월, 김포군 양동면·양서면이 서울특별시 영등포구에 편입되었다. 이에 제6대 국회의원 선거를 앞두고 해당 지역은 영등포구 갑 선거구로 편입되었으며 나머지 지역들은 강화군과 함께 김포군·강화군 선거구를 이루게 되면서 폐지되었다.

## 역대 국회의원
| 선거   | 정당 | 정당   | 의원   |
| ------ | ---- | ------ | ------ |
| 1948년 |      | 무소속 | 정준   |
| 1950년 |      | 무소속 | 이교승 |
| 1954년 |      | 무소속 | 정준   |
| 1958년 |      | 무소속 | 정준   |
| 1960년 |      | 무소속 | 정준   |
| 1961년 |      | 민주당 | 허길   |

## 역대 선거 결과

### 대한민국 제헌 국회의원 선거
|  | 42.27% |

|  | 28.85% |

|  | 15.53% |

|  | 10.45% |

|  | 2.87% |

### 대한민국 제2대 국회의원 선거
|  | 40.03% |

|  | 25.15% |

|  | 10.31% |

|  | 6.26% |

|  | 5.68% |

|  | 3.44% |

|  | 2.46% |

|  | 2.46% |

|  | 2.17% |

|  | 1.99% |

### 대한민국 제3대 국회의원 선거
|  | 60.42% |

|  | 32.77% |

|  | 4.74% |

|  | 2.05% |

### 대한민국 제4대 국회의원 선거
|  | 44.95% |

|  | 38.65% |

|  | 16.38% |

### 대한민국 제5대 국회의원 선거
|  | 38.02% |

|  | 20.00% |

|  | 18.07% |

|  | 11.10% |

|  | 6.03% |

|  | 2.85% |

|  | 2.77% |

|  | 1.12% |

### 1961년 대한민국 재보궐선거
정준 의원의 사임으로 인해 치러진 1961년 대한민국 재보궐선거에서 민주당 허길 후보가 당선되었다.